# Cerro Supaicollo
Cerro Supaicollo är ett berg i Bolivia.   Det ligger i departementet Oruro, i den centrala delen av landet, 210 km nordväst om huvudstaden Sucre. Toppen på Cerro Supaicollo är 3 879 meter över havet.
Terrängen runt Cerro Supaicollo är kuperad österut, men västerut är den platt. Runt Cerro Supaicollo är det glesbefolkat, med 20 invånare per kvadratkilometer.. Närmaste större samhälle är Machacamarca, 7,2 km sydväst om Cerro Supaicollo. 
Omgivningarna runt Cerro Supaicollo är i huvudsak ett öppet busklandskap.